# Corriere della Sera

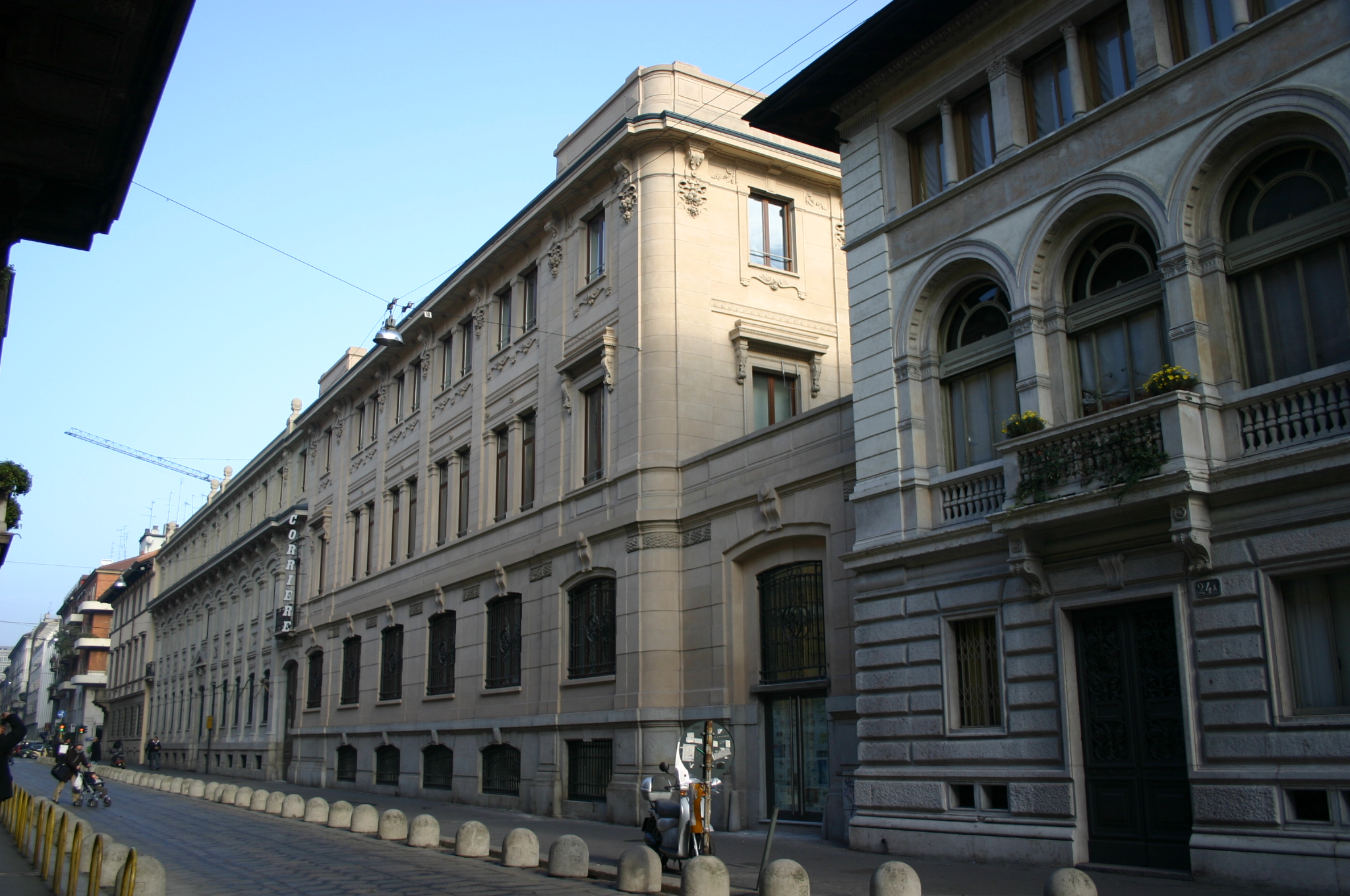
Hauptsitz des Corriere in Mailand, Via Solferino

Der Corriere della Sera [korˈrjɛːre ˈdella ˈseːra] („Abendkurier“, kurz Corriere) ist eine italienische Tageszeitung. Sie ist die auflagenstärkste und meistgelesene Tageszeitung italienischer Sprache weltweit und zählt gemeinsam mit der Tageszeitung La Repubblica und dem Wirtschaftsblatt Il Sole 24 Ore zu den Leitmedien des Landes.
Die Zeitung wird von der Verlagsgruppe Rizzoli Corriere della Sera (RCS MediaGroup) herausgegeben und erscheint in Mailand mit verschiedenen Lokal- und Wochenbeilagen. Ihre durchschnittliche Tagesauflage liegt bei über 800.000 Exemplaren, die insgesamt etwa 2,5 Millionen Leser erreichen.

## Geschichte
Die Zeitung wurde am 5. März 1876 von Eugenio Torelli Viollier gegründet und entwickelte sich etwa zwischen 1910 und 1930 unter der Leitung von Luigi Albertini sowie seinem Bruder  Alberto zur am weitesten verbreiteten und einflussreichsten unabhängigen Tageszeitung Italiens. Im Jahr 2003 wurde ihr u. a. der European Newspaper Award verliehen. Zu ihren bedeutendsten Konkurrenten gehören die Turiner La Stampa und die Mitte-links-orientierte römische La Repubblica.
Die Mailänder Redaktionsbüros befinden sich in denselben Gebäuden wie zu Beginn des 20. Jahrhunderts, weshalb der Corriere nach seiner Adresse auch gemeinhin als die Via Solferino-Zeitung bezeichnet wird. Wie der Titel vermuten lässt, erschien das Blatt ursprünglich als Abendausgabe.
Im März 2006 äußerte sich der damalige Herausgeber des Corriere della Sera in einer Stellungnahme zu den Parlamentswahlen in Italien 2006 offiziell zu Gunsten einer Mitte-links-Koalition.

## Liste der regelmäßigen Beilagen
- Corriere del Mezzogiorno (seit 1997)
- Corriere del Veneto (seit 2002)
- Corriere del Trentino (seit 2003)
- Corriere dell’Alto Adige (seit 2003)
- Corriere di Verona (seit 2004)
- Corriere Magazine (Samstagsbeilage)

## Liste der Direktoren
- Eugenio Torelli Viollier, 5. März 1876 bis 31. Mai 1898
  - Alfredo Comandini Mai 1891 bis November 1892 (politischer Direktor)
  - Andrea Cantalupi 1895 bis Mai 1896 (politischer Direktor)
  - Luca Beltrami Mai bis November 1896 (politischer Direktor)
- Domenico Oliva, 5. Juni 1898 bis 23. Mai 1900
- Luigi Albertini, 24. Mai 1900 bis Oktober 1921
- Alberto Albertini, Oktober 1921 bis 29. November 1925

vom faschistischen Regime eingesetzt
- Pietro Croci, 30. November 1925 bis 17. März 1926
- Ugo Ojetti, 18. März 1926 bis 17. Dezember 1927
- Maffio Maffii, 18. Dezember 1927 bis 31. August 1929
- Aldo Borelli, 1. Settember 1929 bis 31. Juli 1943

nach dem Sturz des Faschismus vom Ministero della Cultura Popolare eingesetzt
- Ettore Janni, 1. August bis 11. September 1943

eingesetzt in der Repubblica Sociale Italiana
- Ermanno Amicucci, 6. Oktober 1943 bis 25. April 1945

suspendiert durch Dekret des Comitato di Liberazione Nazionale vom 27. April bis 21. Mai 1945
nominiert vom Comitato di Liberazione Nazionale
- Mario Borsa, 22. Mai 1945 bis 6. Augost 1946

ausgewählt von der Familie Crespi
- Guglielmo Emanuel, 7. August 1946 bis 14. September 1952
- Mario Missiroli, 15. September 1952 bis 14. Oktober 1961
- Alfio Russo, 15. Oktober 1961 bis 10. Februar 1968
- Giovanni Spadolini, 11. Februar 1968 bis 13. März 1972
- Piero Ottone, 14. März 1972 bis 29. Oktober 1977

ausgewählt von der Familie Rizzoli
- Franco Di Bella, 30. Oktober 1977 bis 19. Juni 1981
- Alberto Cavallari, 20. Juni 1981 bis 19. Juni 1984

ausgewählt vom heutigen Eigentümer
- Piero Ostellino, 20. Juni 1984 bis 28. Februar 1987
- Ugo Stille, 1. März 1987 bis 9. September 1992
- Paolo Mieli, 10. September 1992 bis 7. Mai 1997
- Ferruccio De Bortoli, 8. Mai 1997 bis 14. Juni 2003
- Stefano Folli, 15. Juni 2003 bis 22. Dezember 2004
- Paolo Mieli, 23. Dezember 2004 bis 9. April 2009
- Ferruccio De Bortoli, 10. April 2009 bis 30. April 2015
- Luciano Fontana, 1. Mai 2015 bis heute